# Конор (ім'я)
Конор — чоловіче ім'я ірландського походження, що означає «любитель собак» або «любитель вовків». Походить від старогельського імені Conchobhar або Conaire, яке носив легендарний король Конхобар мак Несс у ірландській міфології.

## Відомі носії

### Спортсмени
- Конор Макгрегор — ірландський боєць змішаних єдиноборств, колишній чемпіон UFC у двох вагових категоріях.
- Конор Мюррей — ірландський регбіст, гравець національної збірної Ірландії.
- Конор Кенвей — персонаж відеогри Assassin's Creed III, вигаданий герой, син індіанця та британця.
- Конор Бредлі — північноірландський футболіст, гравець клубу Liverpool та національної збірної.
- Конор Бренді — ірландський журналіст, колишній головний редактор The Irish Times.
- Конор О'Брайєн — ірландський співак і автор пісень, лідер гурту Villagers.
- Конор О'Ші — ірландський тренер з регбі, колишній гравець національної збірної Ірландії.
- Конор О'Клери — ірландський журналіст і письменник: .
- Конор Леслі — американська акторка, відома роллю у серіалі Titans.

### Інші відомі особи
- Конор Кеннеді — американський активіст та син Роберта Кеннеді-молодшого.
- Конор Мейнар — британський співак і YouTuber.
- Конор О'Брайєн (рестлер) — американський професійний рестлер, відомий під псевдонімом Konnor.